# Tristania
Tristánia — симфо-готик-метал-группа из Норвегии, основанная в конце 1996 года гитаристом и вокалистом Мортеном Веландом, клавишником Эйнаром Моэном и ударником Кеннетом Олссоном. Название группы происходит от прилагательного «печальный» (норв. trist), хотя само слово Tristania вымышленное.
Tristania исполняют музыку на стыке готического метала и симфонической классической музыки: в музыке группы тяжелые гитарные риффы сочетаются с «церковными» хоралами, фортепиано, скрипкой и органом. Tristania совмещают оперный женский вокал с гроулингом, что дало многим критикам повод охарактеризовать стиль группы как Beauty and the Beast Metal (с англ. — «Красавица-и-чудовище-метал»). Группа выпустила семь полноформатных альбомов. 17 сентября 2022 года группа объявила о прекращении существования.

## История

### Основание группы
В 1992 году Мортен Веланд и Кеннет Ольссон основали хэви-металическую группу Uzi Suicide. В 1995 году к ним присоединился Эйнар Моэн, вскоре название было изменено на Tristania.
Нам больше не хотелось играть банальный хеви-метал, у нас сформировались новые взгляды на музыку, и, более того, мы захотели заниматься музыкой серьёзно, — Мортен Веланд.
Затем к группе примкнули бас-гитарист Рене Эстерхус и второй гитарист Андерс Хидле. В мае 1997 Tristania начали работать в студии над первым демо, названным Tristania. Во время записи в качестве сессионной вокалистки была приглашена Вибеке Стене, в итоге ставшая полноправным членом группы. Демо было разослано нескольким лейблам. В том же году Tristania подписали контракт с Napalm Records и после перезаписи издали демо как мини-альбом.

### Widow’s Weeds
В ноябре-декабре того же года был записан дебютный альбом Widow’s Weeds (издан в начале 1998 года), получивший хорошую критику и выдвинувший Tristania в число наиболее ярких групп, строивших музыку на сочетании симфо-металического звучания и женского вокала. В качестве сессионных музыкантов в записи принимали участие Пит Юхансен (скрипка) и Эстен Бергёй (вокал). Успех позволил группе выступить на разогреве у Lacrimosa, а затем отправиться в европейское турне вместе с Haggard и Solefald. Видео с концерта в Оберварте (Австрия) было издано Napalm Records как Widow`s Tour (вместе с клипом на песню «Evenfall»).

### Beyond the Veil

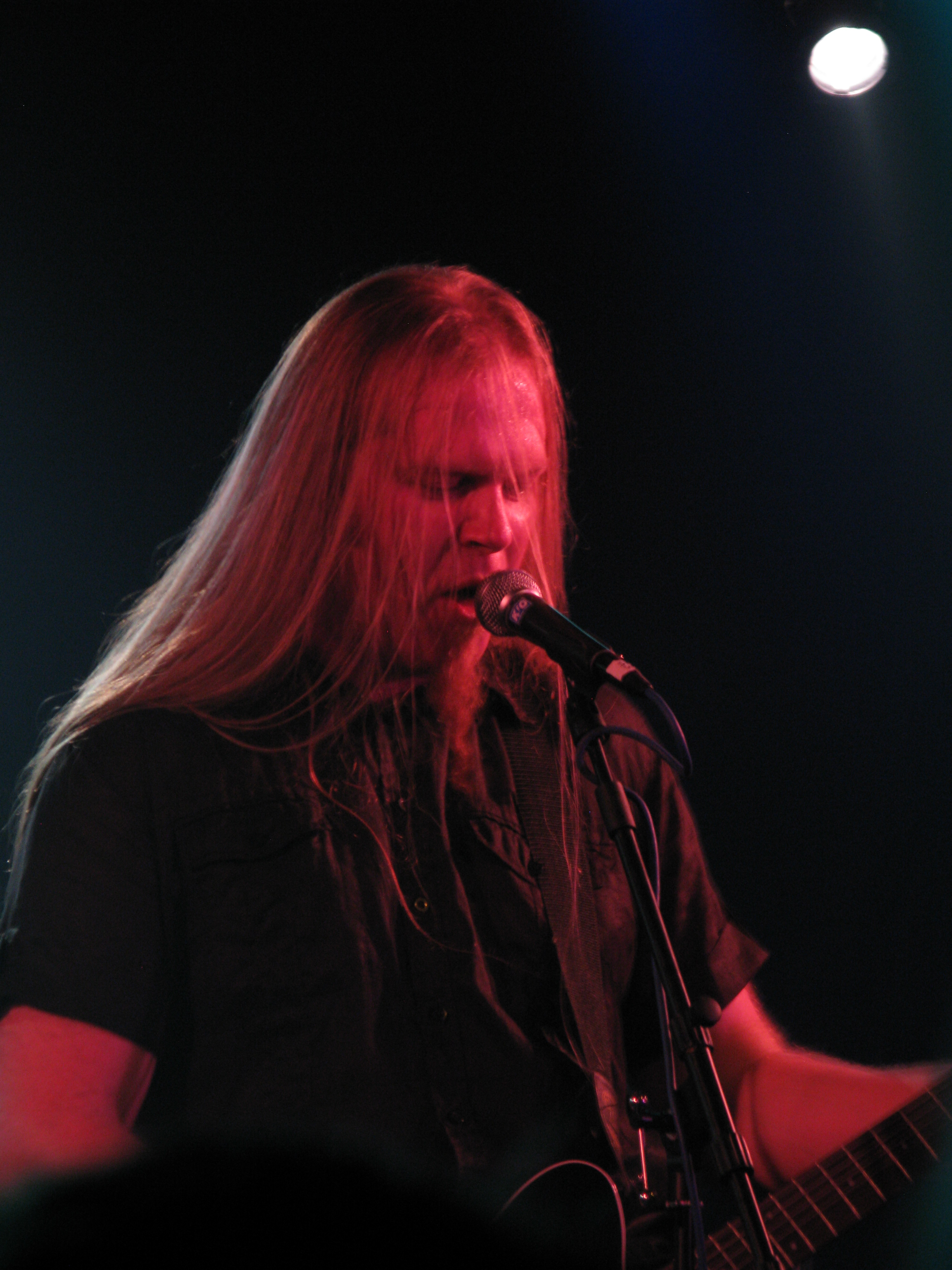
Мортен Веланд (концерт Sirenia, 2009)

Второй альбом Beyond the Veil был выполнен в одной манере с первым, и опять в записи участвовали Йохансен и Бергёй. В 1999 году Tristania отыграли два европейских турне (одно при поддержке The Sins of Thy Beloved, Trail of Tears и Antichrisis, второе вместе с Tiamat и Anathema) и выступили на Wacken Open Air, а в следующем году в первый раз выступили в Америке.
Если во время работы над Widow’s Weeds основная часть материала была написана Веландом при участии Моэна, то на Beyond the Veil роль Веланда уменьшилась. Личные и творческие разногласия привели к тому, что в 2000 году, уже после начала работы над третьим альбомом, Веланд покинул группу и вскоре создал собственный проект — Sirenia.

### World of Glass
Несмотря на уход Веланда, в 2001 году Tristania выпустили третий альбом World of Glass. Музыка в основном была написана Хидле, вокалистом на постоянной основе стал Бергёй. На World of Glass Tristania впервые записали кавер-версию (песня «Modern End», принадлежащая группе Seigmen). Постоянным гроул-вокалистом стал Хьетиль Ингебретсен из группы Blindfolded. В рецензиях на альбом критиками было отмечено увеличение доли электронной музыки и отсутствие наблюдавшейся на ранних записях меланхоличности. В работе принимали участие четыре вокалиста, в том числе приглашённый для исполнения партий гроула Ронни Торсен из Trail of Tears. Пластинка была записана во французской студии Sound Suite.

### Ashes
После того, как истёк контракт на три альбома с Napalm Records, Tristania заключили контракт с другим немецким лейблом SPV/Stemhammer, и в 2005 году, спустя четыре года после World of Glass, появился альбом Ashes, сохранивший традиционное готик-металическое звучание. Tristania по-прежнему использовала три разных вокала — женское сопрано Вибеке, чистый мужской вокал Эйстена и гроул Хьетиля. После выхода Ashes в составе группы произошёл ряд перемен: сначала впервые после ухода Веланда появился второй гитарист — Свен Терье Сольванг, затем группу покинул Хьетил Ингебретсен.

### Illumination
Пятый альбом группы, и второй на лейбле Stemhammer, вышел в 2007 году. 27 февраля 2007 года, вскоре после выхода альбома Illumination, стало известно, что из Tristania ушла бессменная вокалистка Вибеке Стене. После полугода поисков новой вокалисткой стала итальянка Марианджела Демуртас. За 2008—2010 годы в группе сменились также гитарист, бас-гитарист и барабанщик.

### Rubicon
В январе 2010 года Tristania вошли в студию, чтобы начать запись нового альбома. Выход нового альбома, который получил название Rubicon, состоялся в августе 2010 года на австрийском лейбле Napalm Records.

### Darkest White
31 мая 2013 года на лейбле Napalm Records вышел седьмой студийный альбом группы под названием Darkest White. Он был тепло принят критиками, особенно отметившими сочетание голосов Марианжелы Демуртас, Андерса Хильде и Хьетиля Нордхуса. В 2016—2018 годах в группе не было никакой активности, и некоторые участники даже присоединились к другим музыкальным проектам. С 2018 года Tristania возобновила концертную деятельность, но без написания новых песен. В сентябре 2022 года было официально объявлено о распаде группы, а запланированный на декабрь тур по Латинской Америке был отменён.

## Участники

### Последний состав
- Андерс Хойвик Хидле — гитара, харш-вокал
- Эйнар Моэн — клавишные
- Марианджела Демуртас — (женский) вокал (с 2007 г.)
- Кьётиль Нордхус — (чистый) вокал (2009—2010 сессионно, с 2010 г. постоянно)
- Юри Смёрдаль Лоснегор — гитара (2008—2009 сессионно, с 2009 г. постоянно)
- Уле Вистнес — бас, бэк-вокал (2007—2008 сессионно, с мая 2008 г. постоянно)
- Тарал Лье мл. — ударные (с 2010 г.)

### Бывшие участники
- Мортен Веланд (1996—2000) — экстрим-вокал, гитара, музыка, тексты
- Вибеке Стене (1997—2007) — (женский) вокал (до альбома «Illumination» включительно)
- Руне Эстерхус — бас-гитара (1996—2009)
- Кеннет Ольссон — ударные (1996—2010)
- Эстен Бергёй — (чистый) вокал (сессионно 1997—2001, в постоянном составе 2001—2010)
- Кьётиль Ингебретсен (2002—апрель 2006) — экстрим-вокал
- Свейн Терье Сольванг — гитара (2005—2008)

### Сессионные и концертные участники
- Кьелл Руне Хаген — бас-гитара (2005—2008)
- Джонатан А. Перес — барабаны (2005—2006, 2010)
- Пит Юхансен[англ.] — скрипка (1998—2011)

## Дискография

### Альбомы
| Название        | Год выпуска | Лейбл           |
| Widow’s Weeds   | 1998        | Napalm Records  |
| Beyond the Veil | 1999        | Napalm Records  |
| World of Glass  | 2001        | Napalm Records  |
| Ashes           | 2005        | Steamhammer/SPV |
| Illumination    | 2007        | Steamhammer/SPV |
| Rubicon         | 2010        | Napalm Records  |
| Darkest White   | 2013        | Napalm Records  |

### Мини-альбомы и синглы
| Название         | Год выпуска | Лейбл          |
| Tristania (демо) | 1997        | Napalm Records |
| «Angina»         | 1999        | Napalm Records |
| «Sanguine sky»   | 2007        | Napalm Records |